# Phryganogryllacris gialaiensis
Phryganogryllacris gialaiensis är en insektsart som beskrevs av Andrej Vasiljevitj Gorochov 2005. Phryganogryllacris gialaiensis ingår i släktet Phryganogryllacris och familjen Gryllacrididae. Inga underarter finns listade i Catalogue of Life.